# سيداون (غنم)
سيداون أو التارقية هي سلالة غنم بالمنطقة الصحراوية الجزائرية: (أدرار، تمنراست واٍليزي). وتعتبر من السلالات الثانوية بالجزائر. لها قدرة على الرعي لمسافات طويلة.

## مهد السلالة
أصل السلالة هو منطقة أفريقيا جنوب الصحراء لكنها توسعت ناحية الشمال لتشمل الولايات الجنوبية الجزائرية بفضل تجارة المقايضة التي تمارس بين سكان هذه الولايات و الدول الحدودية.

## الخصائص الجسمية
كبيرة الحجم نسبيا:
- اللون: اللون البني والبني الفاتح، اللون الأسود، البني المبرقع بالأبيض– والأبيض المبرقع بالأسود.
- الكساء: هي سلالة مغطات بالشعر.
- القرون: كبيرة و ملولبة عند الدكر و غير موجودة لدى الأنثى (حالات نادرة بقرون صغيرة)
- الشكل: طويلة اٍنسيابية و مرتفعة عن الأرض.
- الأذنان: كبيرة متدلية.
- الذيل: رفيع و طويل
- الأنف: مقوس وأحيانا مستقيم

## الصفات الإنتاجية
- الوزن :
  - الأنثى : من 35 إلى 40 كغ
  - الذكر : من 45الى 50 كغ

## أبعاد الجسم
- الطول: 73 64 سم
- مدى الصدر: 28 26 سم
- محيط الصدر: 82 82 سم
- متوسط الوزن: 33 26 كغ

## مستقبل السلالة
الكفاءة التناسلية تتميز بإنتاج التوائم أحيانا و نسبة الخصوبة عالية جدا. وزن الحملان عند الولادة هو حوالي 3 كغ متأقلمة مع الظروف الصحراوية القاسية وتحب المشي و الرعي لمسافات طويلة.

## وصلات خارجية
- بحث بعنوان التنوع الجيني في سلالات الغنم الجزائرية، باستخدام علامات الساتل بالفرنسية نسخة محفوظة 4 مايو 2020 على موقع واي باك مشين.: (جامعة وهران)